# ラースゲルド語

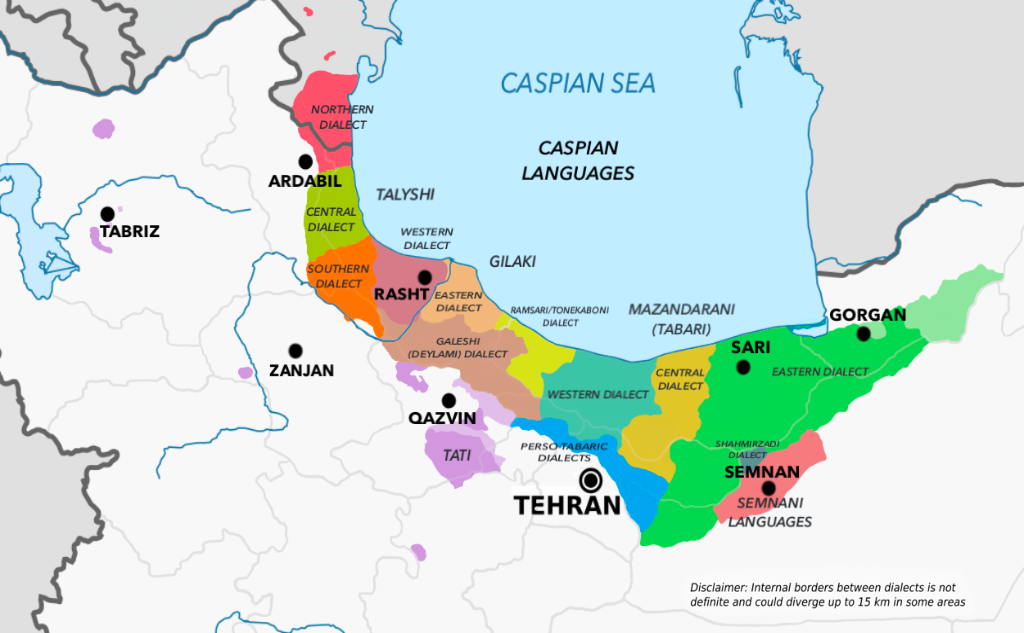
カスピ諸語とセムナーン諸語の分布

ラースゲルド語（ラースゲルドご）は、インド・ヨーロッパ語族インド・イラン語派のイラン語群西イラン語群北西イラン語群カスピ諸語セムナーン諸語に属す言語である。イランのセムナーン州で話されている。